# Tokisaki Rui
Rui Tokisaki (sinh ngày 30 tháng 10 năm 1982) là một cầu thủ bóng đá người Nhật Bản.

## Sự nghiệp câu lạc bộ
Rui Tokisaki đã từng chơi cho Fukushima United FC.